# Gary Taylor (Sprachwissenschaftler)
Gary Taylor (geb. 1953) ist George Matthew Edgar Professor für englische Sprache an der Florida State University. Er ist einer der Herausgeber der The-Oxford-Shakespeare-Reihe und der von der Oxford University Press besorgten Ausgabe der Werke von Thomas Middleton.

## Leben
Taylor studierte an der University of Kansas und wurde an der University of Cambridge promoviert. Mit Stanley Wells arbeitete er in der Zeit von 1978 bis 1986 an der Herausgabe der Oxford Shakespeare Edition. Er war Dozent an der Oxford University, der Catholic University of America, der Brandeis University (wo er Leiter der Abteilung für englische Sprache war) und der University of Alabama. Dort leitete er von 1995 bis 2005 das Hudson Strode Program zu Studien über die Renaissance. Im Jahre 2005 wurde er an die Abteilung für englische Sprache an der Florida State University berufen. Dort leitet er das interdisziplinäre Programm History of Text Technologies. Taylor hat über Shakespeare, Middleton, die Kultur der frühen Neuzeit, Kanonbildung, Ethnozentrismus und Androzentrismus geforscht. Er ist vor allem bekannt für seine Arbeiten zur New Bibliography, für die er Stipendien der Folger Shakespeare Library, des National Endowment for the Humanities und der John Simon Guggenheim Memorial Foundation erhalten hat. Taylor arbeitet zusammen mit John Lavagnino seit vielen Jahren an der Herausgabe von The Collected Works of Thomas Middleton, die bei Oxford University Press im Jahre 2007 erschien. Jüngst hat er die Neuausgabe des Oxford Shakespeare abgeschlossen.

## Ausgewählte Werke
- Gary Taylor, Michael Warren (Hrsg.): The Division of the Kingdoms (1983).
- Stanley Wells, Gary Taylor (mit John Jowett und William Montgomery): William Shakespeare: A Textual Companion (1987).
- Reinventing Shakespeare: A Cultural History from the Restoration to the Present (1989).
- Gary Taylor, John Jowett: Shakespeare Reshaped 1606–1623 (1993).
- Cultural Selection (1996).
- Castration: An Abbreviated History of Western Manhood (2000).
- Buying Whiteness: Race, Culture, and Identity from Columbus to Hip Hop (2005).
- William Shakespeare: Complete Works. Hrsg. Stanley Wells, Gary Taylor, John Jowett und William Montgomery (1986, Rev. 2005).
- John Fletcher: The Tamer Tamed. Hrsg. Celia R. Daileader und Gary Taylor (2006).
- Gary Taylor, John Lavagnino: Thomas Middleton and Early Modern Textual Culture (2007).
- The Collected Works of Thomas Middleton, Hrsg. Gary Taylor und John Lavagnino (2007).
- Gary Taylor, Gabriel Egan (Hrsg.): The New Oxford Shakespeare: Authorship Companion. Oxford University Press, Oxford 2017, ISBN 978-0-19-959116-9